# 村中孝史
村中 孝史（むらなか たかし、1957年 - ）は、日本の法学者。京都大学名誉教授。専門は労働法。京都大学法科大学院教授。

## 経歴
1981年京都大学法学部卒業。京都大学法学部助手、同助教授を経て、現職。2020年10月1日から2022年9月30日まで京都大学理事。

## 著書

### 共著
- 『ケースブック労働法 第4版』（村中孝史・荒木尚志・奥田香子・島田陽一・土田道夫・中窪裕也・水町勇一郎・森戸英幸(共著)、有斐閣、2015/4）
- 『労働判例百選〔第10版〕』（荒木尚志（共編）有斐閣、2022/1）

### 補訂
- 『労働法 (1) 総論・労働団体法〔第4版〕』（片岡曻（著）、村中孝史(補訂)、有斐閣、2007/6）
- 『労働法 (2) 労働者保護法〔第5版〕』（片岡曻（著）、村中孝史（補訂）、有斐閣、2009/1）